# Bălușenii Noi
Bălușenii Noi – wieś w Rumunii, w okręgu Botoszany, w gminie Bălușeni. W 2011 roku liczyła 290 mieszkańców.